# Мали бамбусов пацов
Мали бамбусов пацов (лат. Cannomys badius, енгл. Lesser bamboo rat) је глодар из породице слепих кучића (лат. Spalacidae).

## Распрострањење
Ареал врсте покрива средњи број држава. Врста има станиште у јужној Кини, источној Индији, Тајланду, Лаосу, Бурми, Вијетнаму, Камбоџи и Непалу. Присуство је непотврђено у Бангладешу и Бутану.

## Станиште
Станишта врсте су шуме, поља риже и бамбусове шуме. 
Врста је по висини распрострањена од нивоа мора до 2.000 метара надморске висине.

## Угроженост
Ова врста је наведена као последња брига, јер има широко распрострањење и честа је врста.